# Isabel de Zúñiga y Claerhout

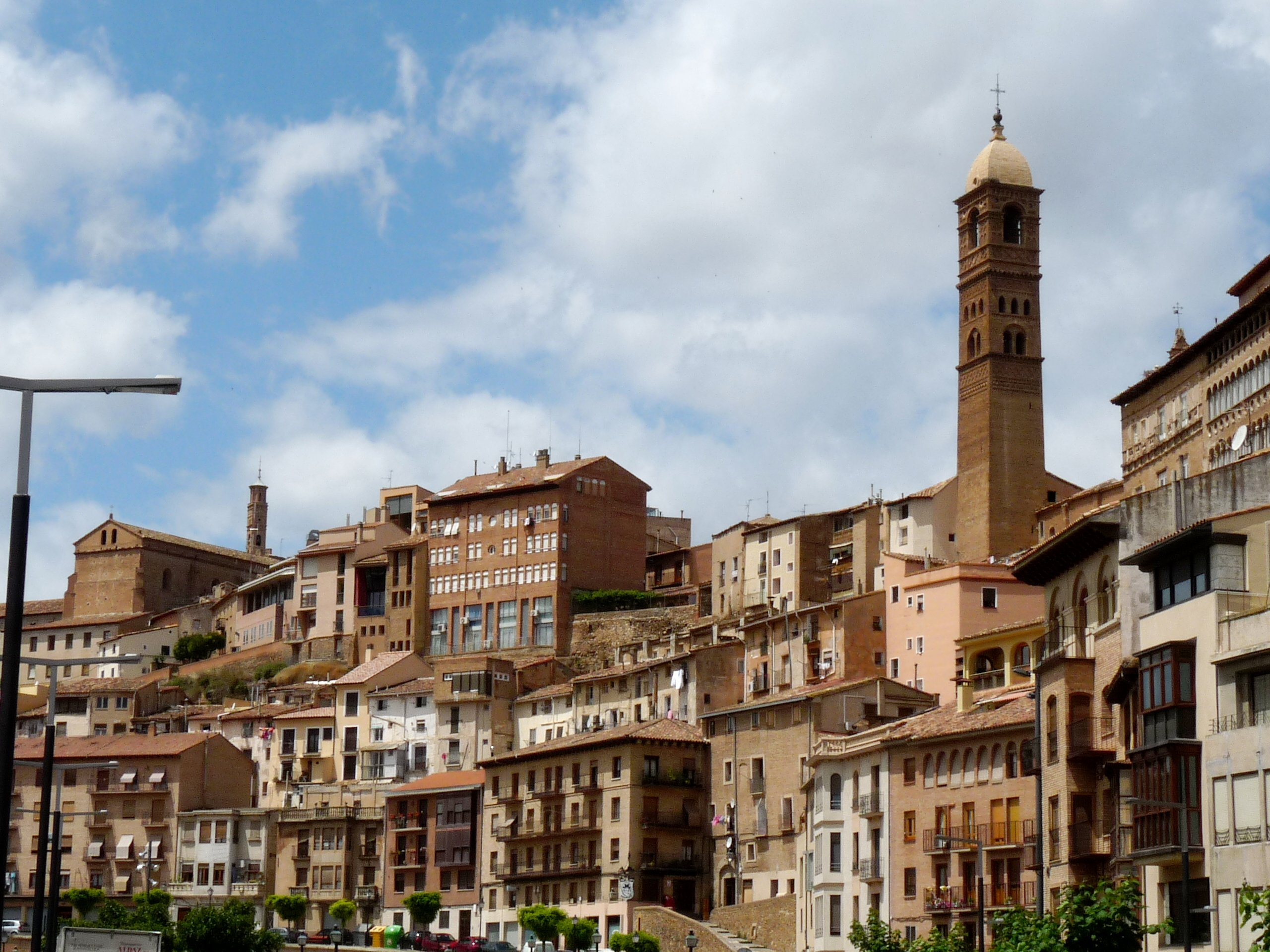
Vista de Tarazona, cuyo marquesado fue erigido a favor de Isabel

Isabel de Zúñiga y Claerhout, I marquesa de Tarazona (h. 1616-h. 1648) fue una dama española del siglo XVII, hija de Baltasar de Zúñiga, primer ministro de Felipe IV.

## Biografía
Fue una de los hijos del matrimonio formado por Baltasar de Zúñiga, diplomático que llegaría a ser primer ministro de Felipe IV, presidente del Consejo de Italia y comendador mayor de León en la Orden de Santiago; y por Odile Françoise de Claerhout (en España, Francisca de Clarut). Tuvo varios hermanos y hermanas:
- Inés (1614-¿?)
- Jerónimo (1618-1619), enterrado en el convento de Santo Tomás de Madrid.
- Margarita (¿1619?-1627)
- Mariana (1620-1630)
- Gaspar Felipe (18 de diciembre de 1621[3]-1625) que nació en el Alcázar de Madrid. Fue ahijado del rey, quien lo protegió. A pesar de su corta edad sucedió a su padre como comendador mayor de León en la orden de Santiago.[4][5]

En el verano de 1622 su padre concertó con Ruy III Gómez de Silva Mendoza y de la Cerda, III duque de Pastrana el matrimonio entre Isabel y el primogénito de este último, Rodrigo Díaz de Vivar de Silva y Mendoza. La muerte de Baltasar en octubre de ese año malograría esos planes. Al mes siguiente de esta muerte (noviembre de 1622) murió su madre Francisca.
Isabel y sus hermanos superstítes (Margarita, Mariana y Gaspar) quedaron al cuidado de su abuela materna, Françoise de Ongnies, condesa consorte de Croix y a la tutela de su primo, Manuel de Zúñiga, VI conde de Monterrey. Al morir su abuela materna en 1623 quedaron su primo Manuel asumió también su cuidado. Sus hermanos menores Gaspar y Margarita fallecieron respectivamente en 1625 y 1627. El año siguiente su primo Manuel fue nombrado embajador en Roma viajando con él, tanto Isabel como Mariana.
En 1632 le fue otorgado el título de marquesa de Tarazona, en subrogación del marquesado de Monterroso creado en 1626.
Contrajo matrimonio con Fernando Antonio de Ayala y Ulloa, III conde de Ayala.
Murió hacia 1648.